# Slaine (videogioco)
Slaine, scritto anche Sláine in copertina, è un videogioco di avventura testuale pubblicato a fine 1987 per Amstrad CPC, Commodore 64 e ZX Spectrum dalla Martech. È tratto dal fumetto britannico Sláine, pubblicato sulla rivista 2000 AD. Si distingue per un originale sistema di controllo denominato Reflex, marchio registrato che rimase utilizzato soltanto in Slaine, che simula i pensieri del personaggio facendo scorrere rapidamente vari comandi testuali che il giocatore deve scegliere al volo.
Pat Mills, sceneggiatore del fumetto di Sláine, collaborò ai testi, e Glenn Fabry, l'illustratore, realizzò la copertina, che raffigura il volto del protagonista. La musica in versione Commodore 64 è di David Whittaker.

## Trama
Sláine è un guerriero barbaro che viaggia accompagnato dal nano Ukko. Il manuale non dice esplicitamente quali siano gli obiettivi di Sláine, ma all'inizio del gioco i due si stanno incamminando verso il villaggio di Tautega. Qui un mago vendicativo ha imprigionato la sua stessa figlia in una torre e in punto di morte ha lanciato una maledizione sul territorio.

## Modalità di gioco
Lo schermo di gioco è diviso verticalmente a metà (su Amstrad CPC la divisione è orizzontale anziché verticale), a sinistra si ha una finestra con il sistema di controllo Reflex e a destra la descrizione della situazione attuale. La parte descrittiva è formata da una pergamena che mostra il testo principale e da piccole finestre in posizioni variabili, contenenti immagini monocromatiche nello stile del fumetto e altri testi. L'avventura è solo in inglese.
Nella finestra di controllo scorrono in modo disordinato, su più righe, i pensieri che passano per la mente del protagonista, ovvero i comandi testuali attualmente disponibili. Il giocatore li può selezionare con un cursore a forma di mano mozzata; una seconda mano più piccola, di Ukko, lo segue a scopo decorativo. Il vocabolario è piuttosto limitato, ma combinando più comandi in successione è possibile eseguire le tipiche azioni come spostarsi, esaminare e usare oggetti, interagire con personaggi (incluso Ukko, che a volte deve essere "persuaso" con una botta). Ad esempio la sequenza Objects - Use - Key - Chest potrebbe aprire un baule con la chiave. Lo scorrere caotico dei comandi rende le cose più difficili.
Il combattimento avviene con lo stesso metodo di controllo ed è suddiviso in round in tempo reale. Per ogni round il nemico prepara l'attacco e, dopo un tempo che dipende dalla sua abilità, lo effettua; in questo lasso di tempo Sláine può eseguire mosse difensive. L'attacco di Sláine avviene selezionando calcio, pugno, colpire con l'ascia o lanciarla, quest'ultimo un colpo potente ma poi bisogna chiedere a Ukko di recuperarla. I punti ferita sono rappresentati dal warp rating, che cala subendo colpi e si recupera con cibo, riposo e attacchi riusciti; quando si raggiunge il valore massimo si può attivare il warp spasm, uno stato di furia sovrumana caratteristico di Sláine anche nel fumetto, che stermina subito tutti i nemici.
Il salvataggio della partita è possibile solo in memoria volatile.